# Église Saint-Louis-des-Français de Rome

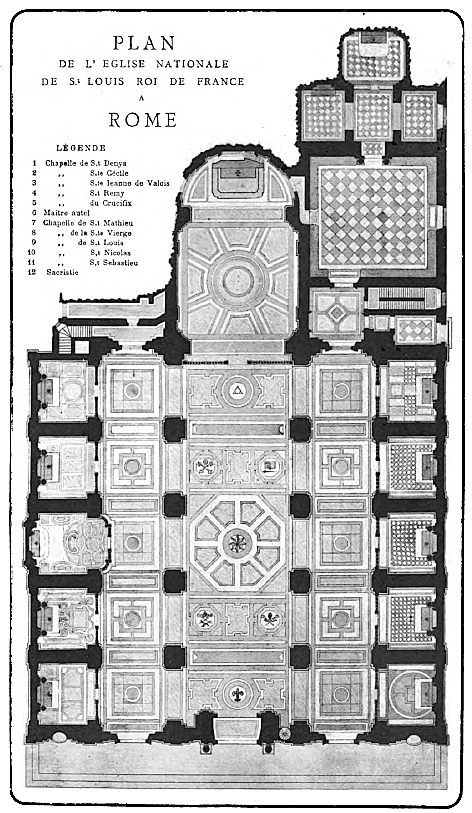
Plan.

Pour les articles homonymes, voir Église Saint-Louis des Français.
L'église Saint-Louis-des-Français (en italien : San Luigi dei Francesi) est une église romaine située entre le Panthéon et la place Navone. Elle est l'église nationale des Français à Rome. Prisée des touristes du monde entier, elle est connue pour ses trois œuvres murales inestimables du Caravage.

## Histoire
Dessinée par Giacomo della Porta et principalement réalisée par Domenico Fontana, l'église fut construite entre 1518 et 1589 sur des terrains appartenant aux Médicis avant d'être consacrée en 1589. Ce fut le cardinal Jules de Médicis, le futur pape Clément VII, qui en posa la première pierre, et ce fut grâce aux Valois Henri II, Henri III, Catherine de Médicis et au Duc Charles III de Lorraine que sa construction put être menée à bien sous la direction du cardinal Matthieu Contarelli. Elle fut consacrée l’année de son achèvement comme l’église nationale des Français à Rome. Elle est dédiée à la Vierge Marie, à saint Denis et à saint Louis roi de France.
L'église, tout comme les autres églises françaises de Rome, est confiée à un recteur nommé par l’ambassadeur de France auprès du Saint-Siège en lien avec une structure nommée les Pieux Établissements de la France à Rome et Lorette.

## Aménagement extérieur et intérieur, chapelles, orgue
On perçoit le caractère français dès la façade où l'on trouve plusieurs statues rappelant l'histoire de France : Charlemagne, saint Louis, sainte Clotilde et sainte Jeanne de Valois, œuvres de Pierre de L'Estache. On y trouve également la salamandre de François Ier aux deux extrémités. L'intérieur possède des fresques racontant l’histoire de saint Louis (par Charles-Joseph Natoire), saint Denis de Paris et Clovis.
L'intérieur, composé d'une nef, de deux bas-côtés et de chapelles latérales, est décoré en grande partie dans le style baroque par Antoine Derizet, et montre une profusion de marbre, de dorures et de stucs. Le Dominiquin a peint dans la deuxième chapelle de la nef de droite un de ses chefs-d’œuvre, des fresques racontant la légende de sainte Cécile. D’autres artistes œuvrèrent à la décoration de Saint-Louis-des-Français comme le Cavalier d’Arpin, Francesco Bassano le Jeune, Girolamo Muziano, Giovanni Baglione, Siciolante da Sermoneta, Jacopino del Conte, Pellegrino Tibaldi.

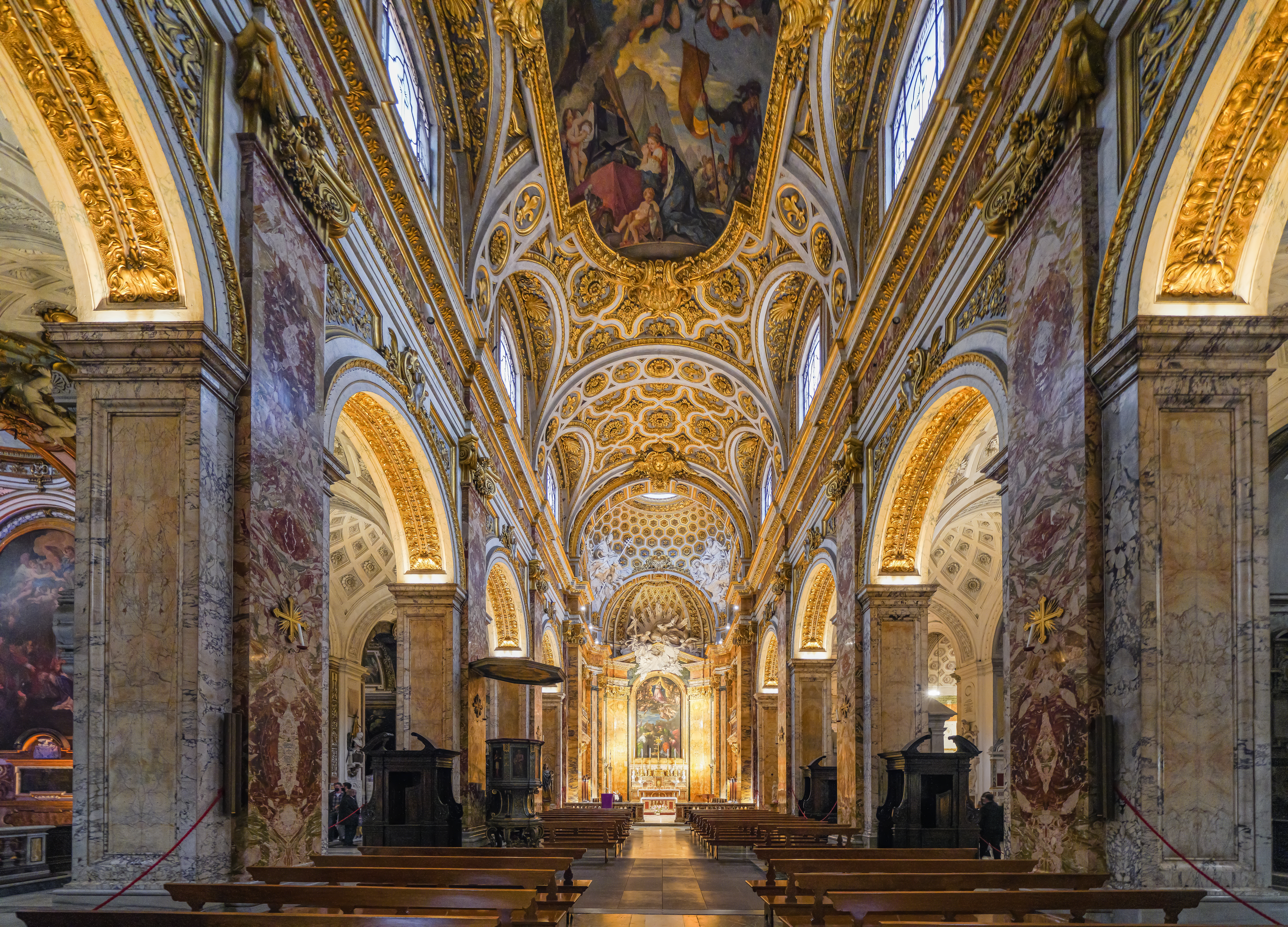
Intérieur de l'église.
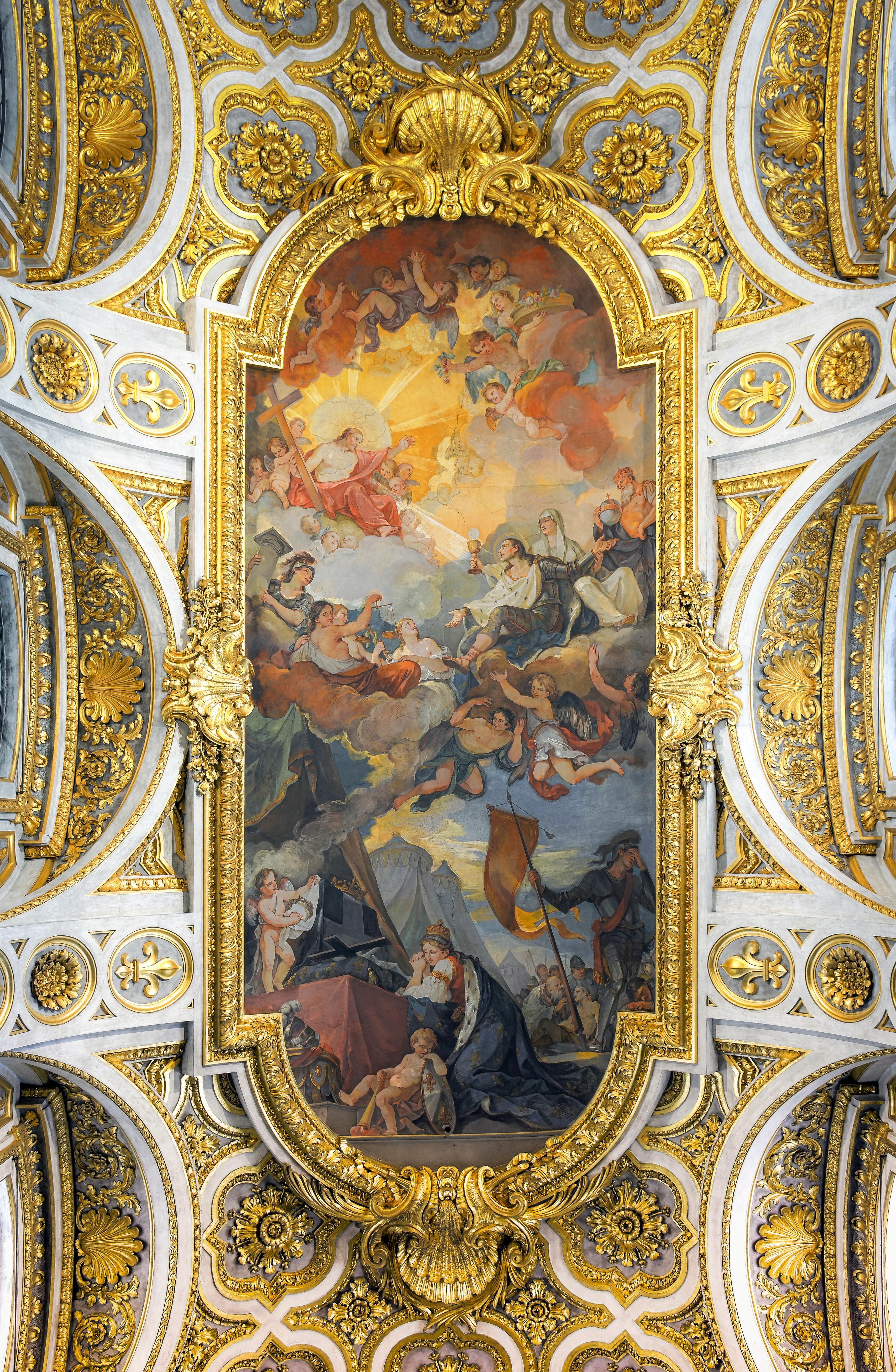
Plafond de la nef.
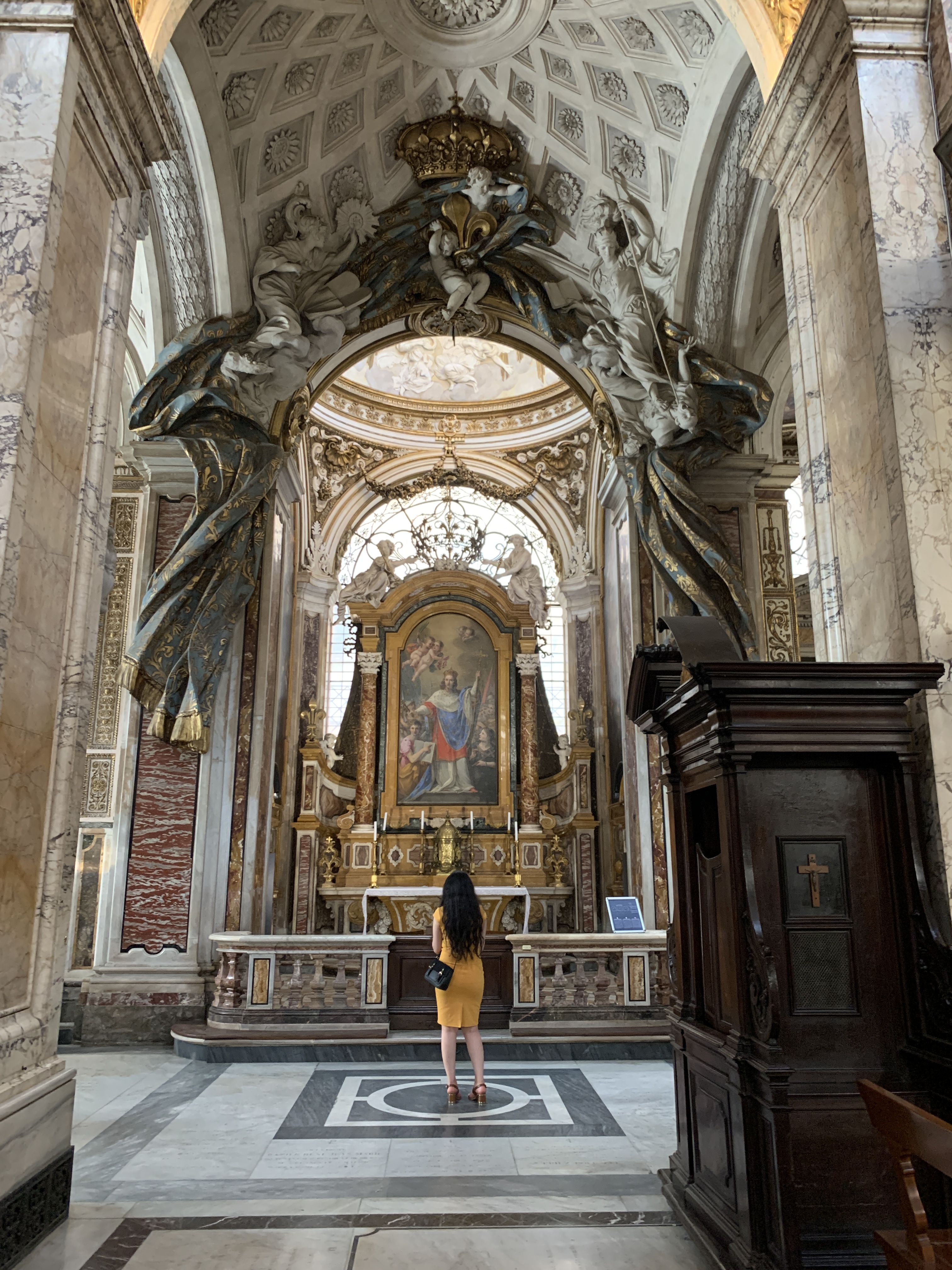
Chapelle latérale dédiée à Saint Louis.

Cependant, les œuvres les plus célèbres de l'église sont le cycle de peinture ornant la cinquième chapelle de gauche, la chapelle Contarelli. Cet ensemble, réalisé par le maître du baroque Michelangelo Merisi dit Caravage de 1599 à 1602 sur une commande du cardinal Matthieu Contarelli, est consacré à la vie de saint Matthieu. Trois tableaux illustrent ce cycle : à gauche La Vocation de saint Matthieu, en face Saint Matthieu et l'Ange qui constitue le retable, et à droite le Martyre de saint Matthieu.
En septembre 2013, le pape François a déclaré être particulièrement touché par cette Vocation de saint Matthieu : « Ce doigt de Jésus… vers Matthieu. C’est comme cela que je suis, moi. C’est ainsi que je me sens, comme Matthieu ».
Une fresque au plafond de cette chapelle Contarelli représente un autre épisode de la vie de saint Matthieu, la Résurrection de la fille d'un roi ; cette fresque est due au Cavalier d’Arpin, ancien maître de Caravage.

Œuvres du Caravage
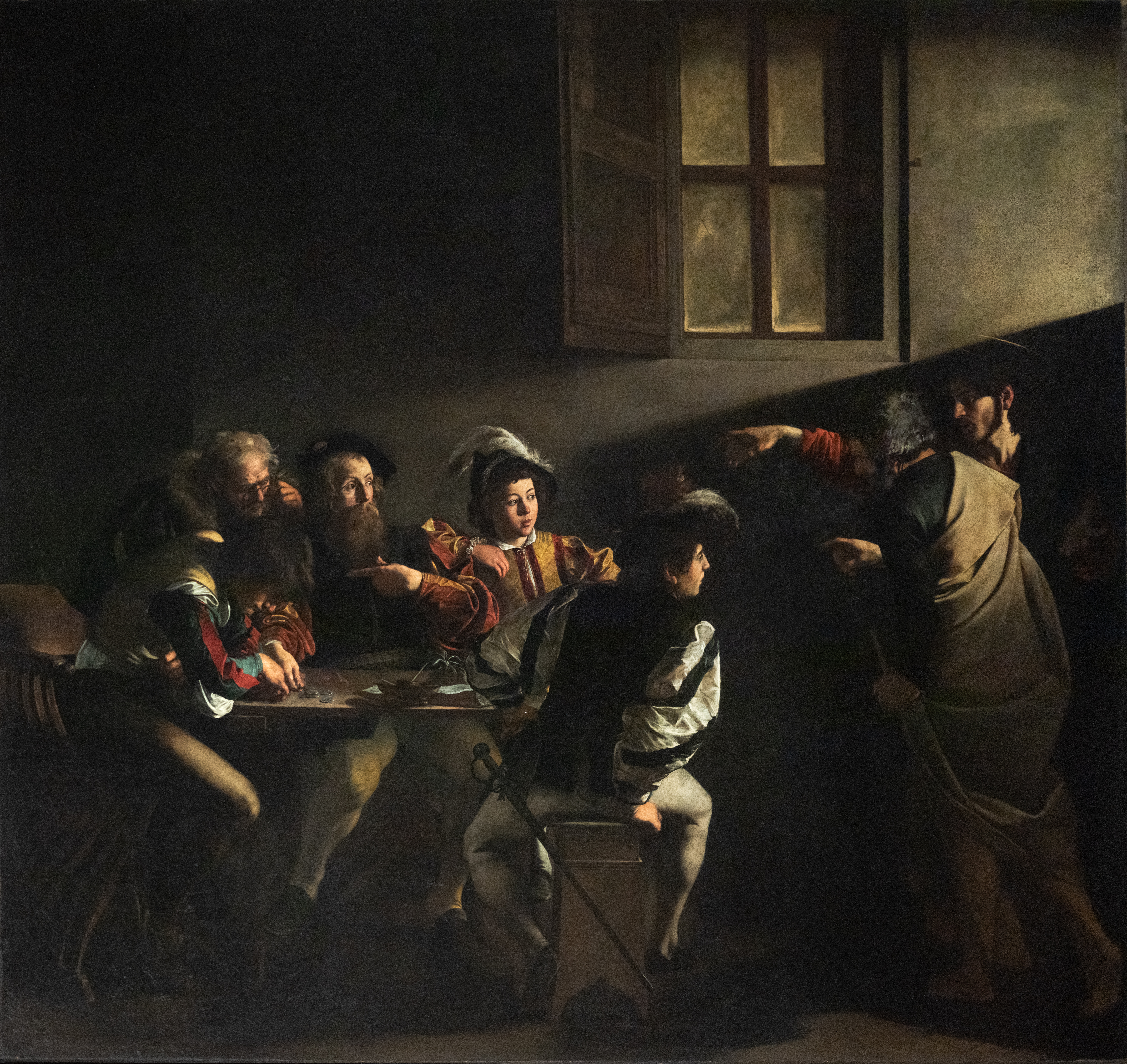
La Vocation de saint Matthieu.
Saint Matthieu et l'Ange.
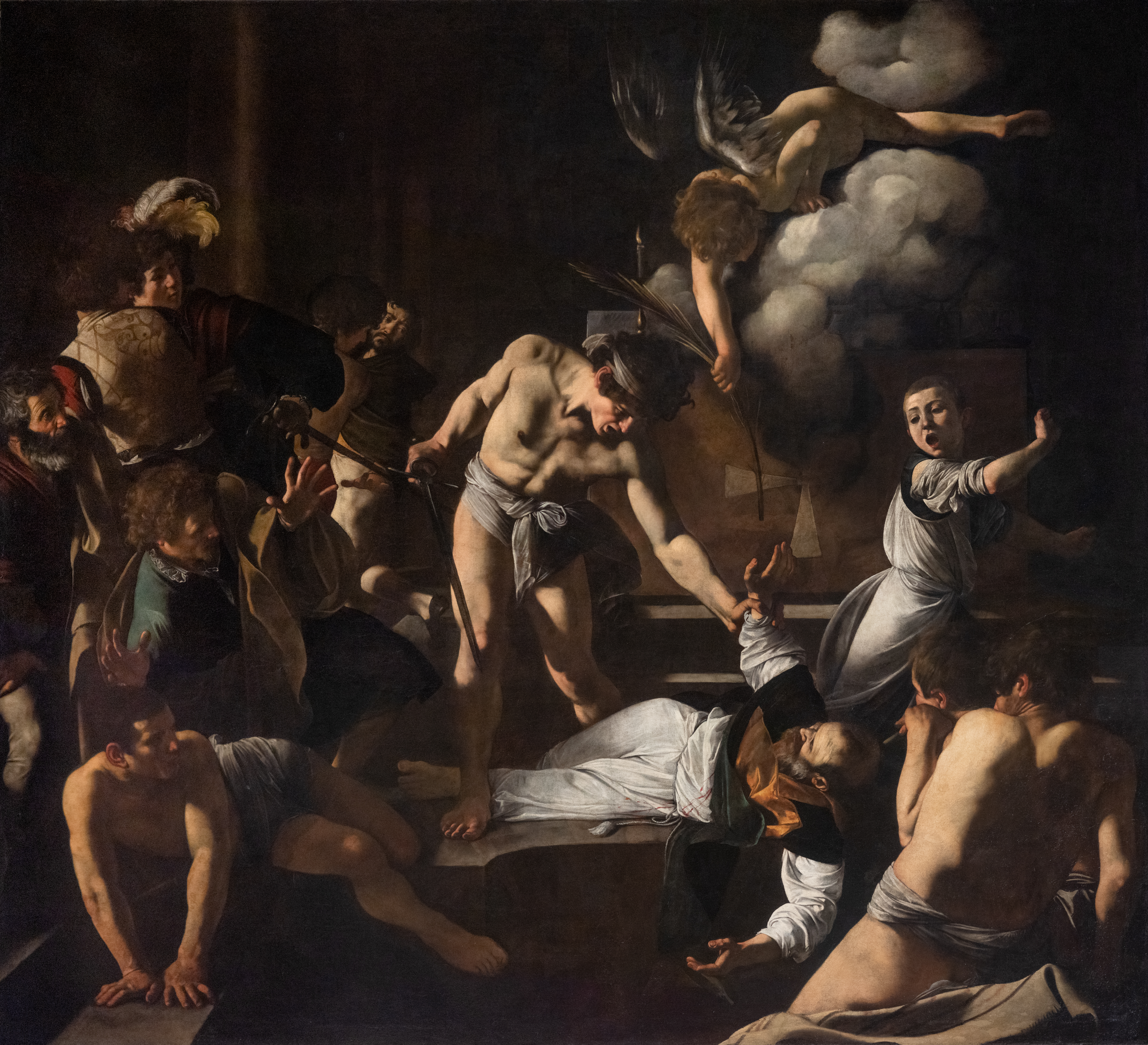
Le Martyre de saint Matthieu.

La chapelle du Crucifix est dédiée aux victimes du terrorisme. On peut y voir actuellement le portrait du Père Jacques Hamel, assassiné le 26 juillet 2016, à Saint-Étienne-du-Rouvray, près de Rouen.

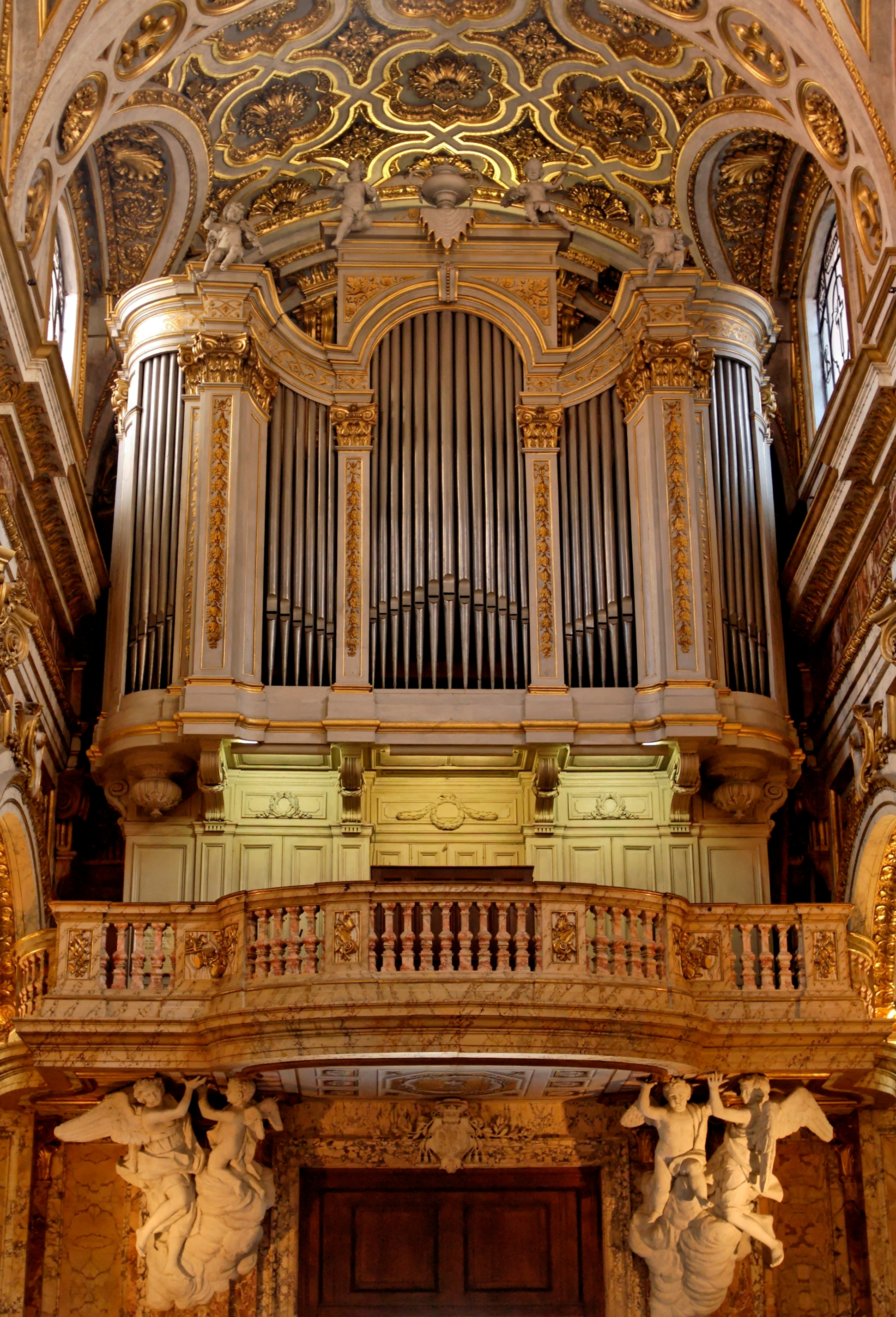
L'orgue Merklin (1881).

L'orgue Merklin de 1881, placé dans un buffet baroque antérieur, fait partie des quelques instruments de Joseph Merklin intégralement préservés.
En 2020 y est retrouvé le tableau La Prédication de saint Paul à Athènes de Vincenzo Catalani qui y était entreposé et oublié.

## Titre cardinalice
Saint-Louis des Français est également un titre cardinalice habituellement porté par le cardinal archevêque de Paris.

## Liste des supérieurs (ou recteurs)
L'église est confiée à la direction d'un supérieur ou recteur, nommé presque toujours conjointement par les pouvoirs ecclésial et politique.

## Palais San Luigi dei Francesi
Mitoyen de l'église, le palais San Luigi dei Francesi, de style baroque tardif, fut construit par le cardinal de Polignac de 1709 à 1716 pour être un lieu d’accueil de la communauté religieuse française et des pèlerins sans ressources. Son porche montre un buste du Christ dont le visage est identifié traditionnellement à celui de César Borgia. L’intérieur comprend notamment une galerie de portraits des rois de France et une salle de musique célèbre.

## Monuments et sépultures

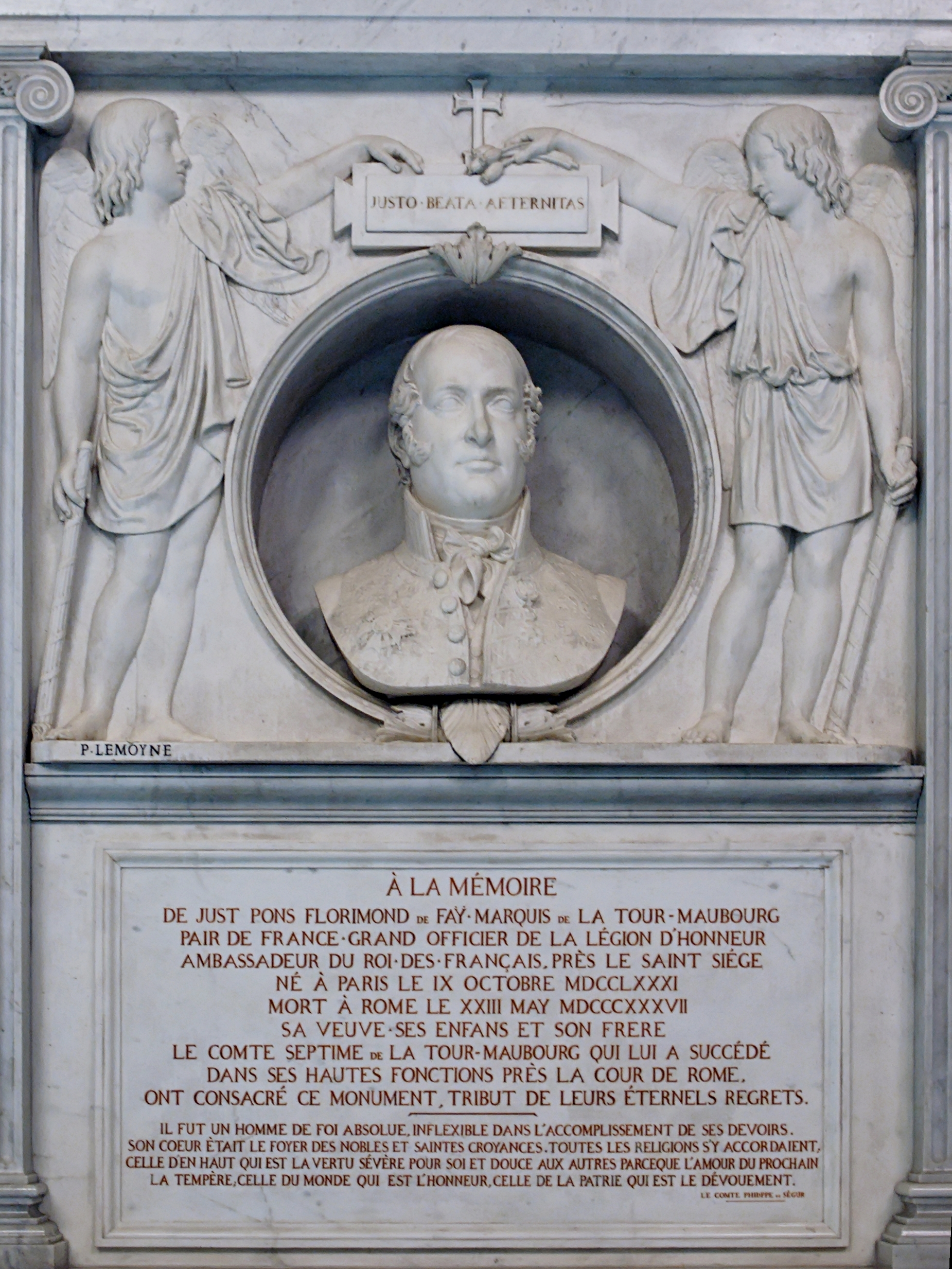
Monument à Florimond de Faÿ de La Tour-Maubourg (1781-1837), ambassadeur du roi des Français près le Saint-Siège. Marbre, bas-relief par Paul le Moyne (1794-1873).

De hauts prélats et des membres de la communauté française de Rome l'ont choisie comme lieu de sépulture : on peut y voir les tombes :
- du cardinal d'Ossat, confident d'Henri IV ;
- du cardinal de Bernis, ambassadeur de Louis XV et de Louis XVI auprès du Saint-Siège ;
- de Pauline de Beaumont, morte de consomption à Rome en 1803 (érigée par Chateaubriand et sculptée par Joseph Charles Marin) ;
- de l'économiste libéral Frédéric Bastiat, mort en 1850 ;
- de Natale Saliceti, d'Oletta (Corse), archiatre pontifical, médecin personnel du Pape Pie VI ;
- de Giuseppe Sisco, de Bastia (Corse), professeur de médecine à l'université de La Sapienza.

La sépulture du peintre Claude Gellée dit Claude Le Lorrain y a été transférée en 1840 par décision de Thiers. Initialement sa dépouille reposait à la Trinité-des-Monts.
On y voit également le monumental mausolée de Louise Cheuvreux-Guillemin (1828-1859), œuvre du sculpteur Charles Gumery, prix de Rome en 1850.